# Coistão (região histórica)
Coistão ou Cuistão (lit. "País Montanhoso" persa: کوهستان; romaniz.: Kuhistân) é uma região história que fazia divisa com Pexauar, na fronteira noroeste da Índia. Compreende uma área de mais de 1 000 metros quadrados e é delimitada a noroeste pelo rio Indo, a nordeste pelo rio Chilas e ao sul pelos rios Cagã, Chor Glém e Alai. Como as montanhas de Chilas, as do Coistão são desertos rochosos e cobertos de neve desde suas cristas até 12 000 pés. Abaixo disso, as colinas são cobertas por florestas finas e grama até 5 000 ou 6 000 pés, e nos vales, especialmente perto do Indo, são bacias férteis sob cultivo. Seus habitantes designam-se como coistanis e são sobretudos patãs. Converteram-se nos últimos séculos ao islamismo e por volta de 1911 eram 16 000 em número.